# Внутрішньовенна ін'єкція

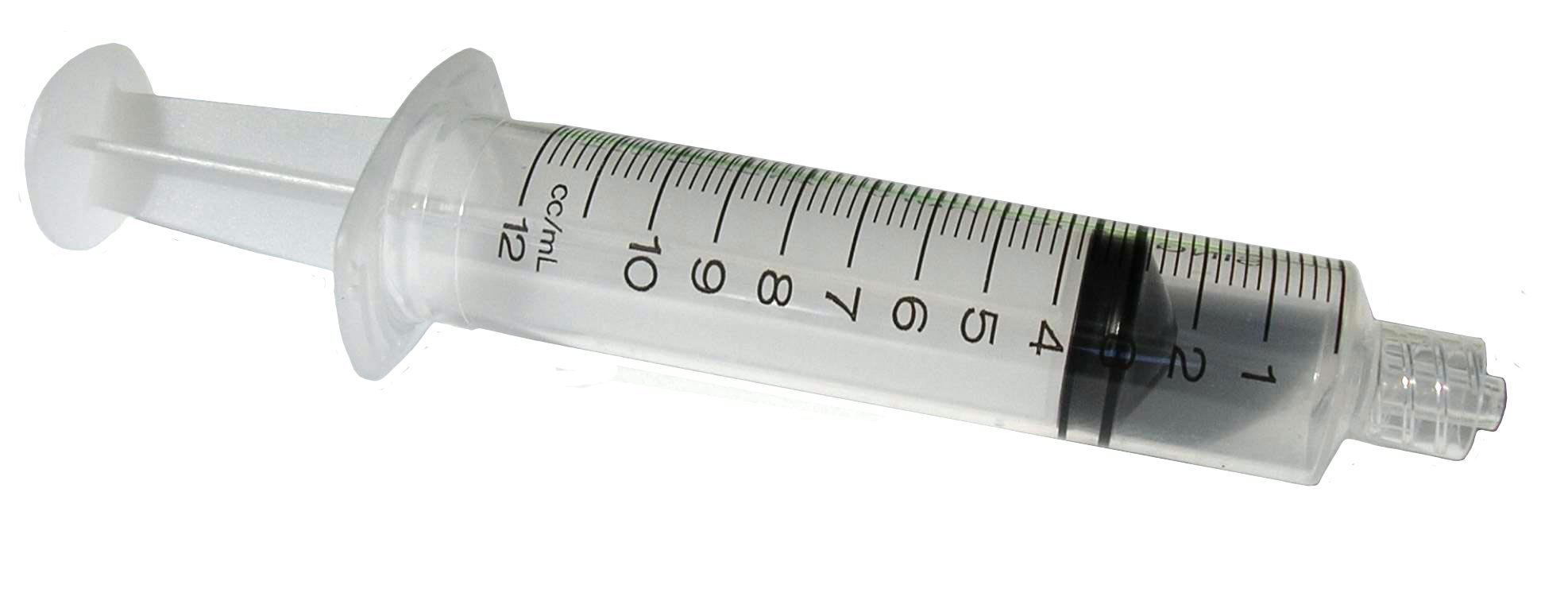
Одноразовий шприц з кріпленням типу Люер-Лок, який можна використовувати для проведення внутрішньовенної ін'єкції

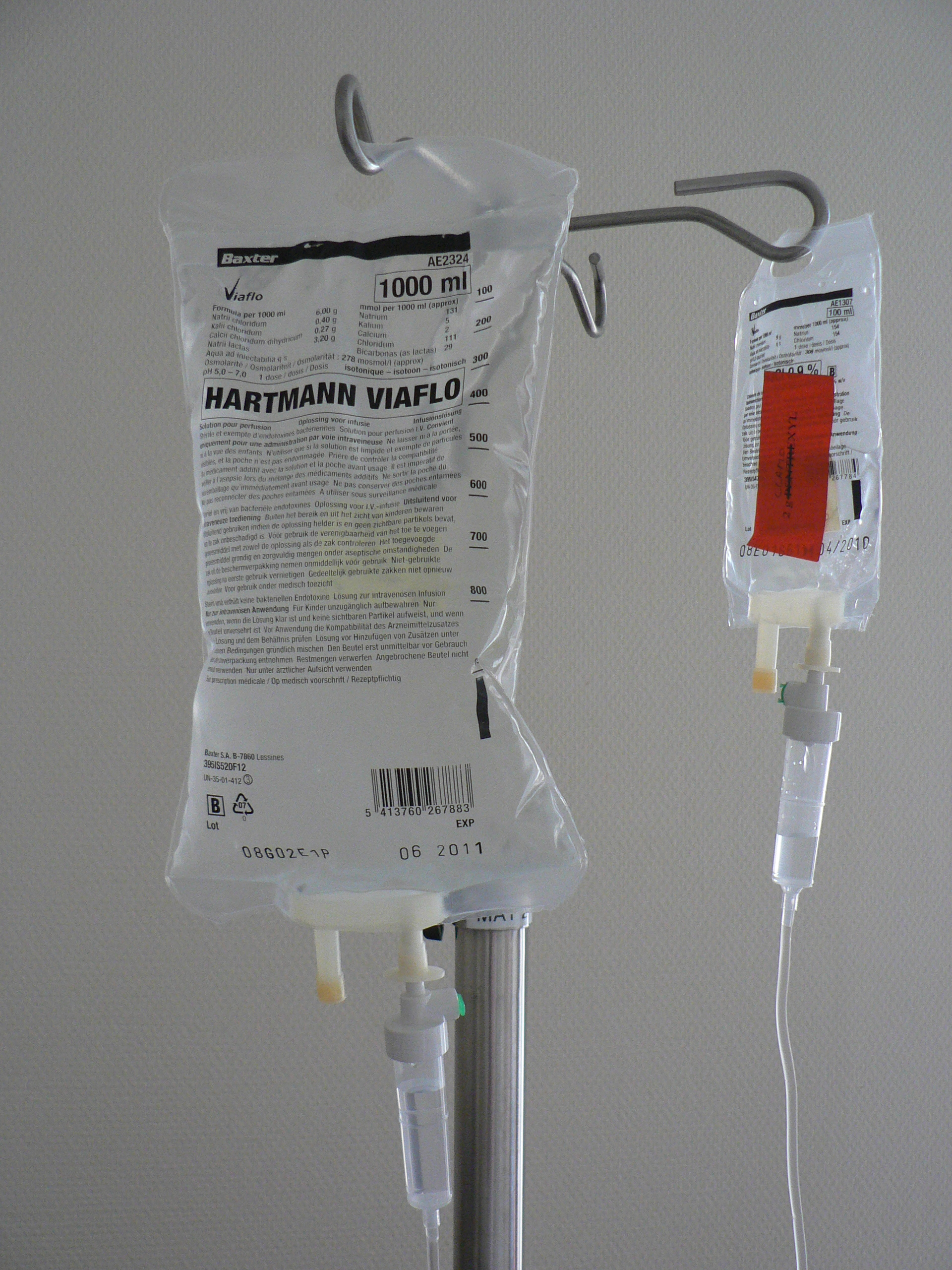
Штатив із системою для внутрішньовенної інфузії

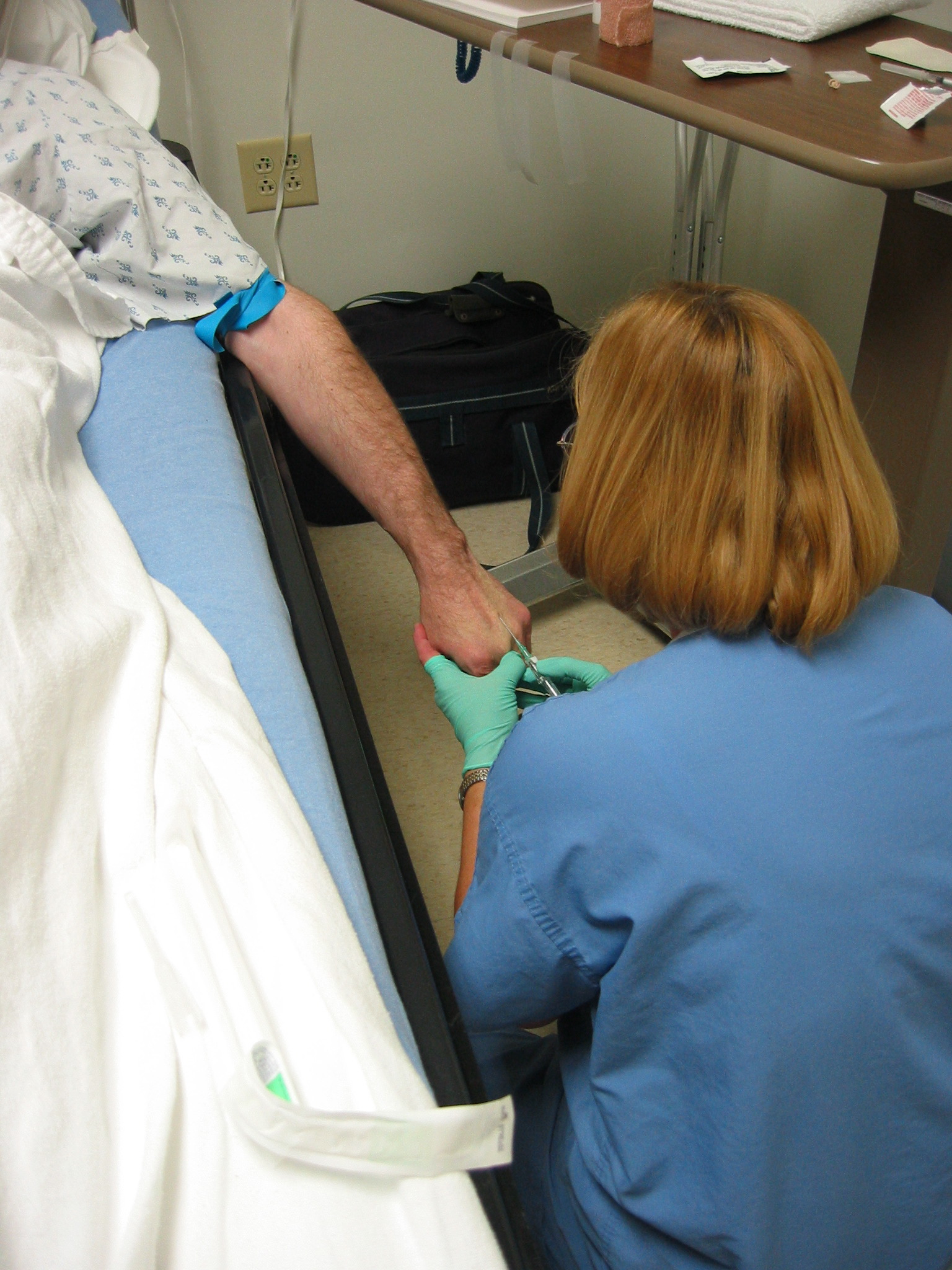
Медсестра проводить постановку периферичного внутрішньовенного катетера для інфузійного введення лікарських препаратів

Внутрішньовенна ін'єкція — спосіб введення лікарських засобів, при якому лікарський препарат потрапляє в організм безпосередньо у кров'яне русло шляхом проколу венозної судини (венепункції) та подальшого вливання (інфузії) лікарського засобу через додаткове обладнання (шприц або інфузійну систему) в судину. Цей спосіб введення лікарських засобів може застосовуватися як для струменевого введення ін'єкційних розчинів (переважно 10—20 мл, але не більше 100 мл), так і введення інфузійних розчинів або препаратів крові шляхом внутрішньовенного краплинного вливання, а також для введення розчинів для парентерального харчування хворих.

## Застосування
Внутрішньовенно лікарські засоби застосовуються за необхідності швидкої допомоги, коли необхідно отримати швидкий ефект від введення ліків; за необхідності введення препарату у великому об'ємі або за необхідності тривалого введення лікарських засобів, особливо коли препарат може викликати пошкодження або подразнення тканин у місці введення, і тому не може вводитися підшкірно або внутрішньом'язово. Не можуть вводитися внутрішньовенно нерозчинні сполуки (наприклад суспензії або олійні розчини), а також лікарські препарати, які можуть викликати подразнення вен (флебіти, тромбози або тромбофлебіти) або прискорюють згортання крові. Внутрішньовенне введення лікарських засобів може проводитися як шляхом струменевого вливання ін'єкційного розчину у вену (частіше 10—20 мл, але не більше 100 мл), так і шляхом внутрішньовенного краплинного введення (більше 100 мл, частіше 200—500 мл). При внутрішньовенному введенні лікарських засобів забезпечується висока швидкість всмоктування ліків та швидкий ефект від застосування лікарського препарату. Для проведення внутрішньовенної ін'єкції необхідна наявність стерильного медичного обладнання — шприца або системи для внутрішньовенного краплинного введення, та стерильної форми лікарського препарату. Внутрішньовенно лікарські засоби можуть вводитись як в умовах лікарського закладу (стаціонарних та поліклінічних відділень), так і в домашніх умовах, запросивши медичного працівника додому, а при наданні екстреної медичної допомоги — і в машині швидкої допомоги.

## Техніка виконання
Внутрішньовенна ін'єкція найчастіше проводиться у підшкірні вени ліктьового згину; а при слабкому розвитку або поганому контуруванні вен ліктьового згину венепункція може проводитися у вени тильної поверхні передпліччя, кистей, нижніх кінцівок; у немовлят внутрішньовенне введення ліків найчастіше проводиться у підшкірні вени скроневої ділянки. Перед початком внутрішньовенної ін'єкції медичний працівник обробляє руки дезинфікуючим розчином та одягає гумові рукавички. Перед введенням препарату місце ін'єкції обробляють антисептичним розчином (найчастіше — етиловим спиртом). Для чіткого контурування вени та для її фіксації, а також для зменшення травмування вени перед введенням препарату на верхню кінцівку накладають венозний джгут вище місця ін'єкції. Після підготовки місця введення препарату медичний працівник пальпує найбільш доступну вену, фіксує вену, та проводить прокол шкіри, а потім прокол судини. Після проколу судини проводиться перевірка правильності положення голки у вені, а після цього проводиться інфузія препарату у вену із необхідною швидкістю. За необхідності внутрішньовенного краплинного введення препарату оптимальна швидкість введення зазвичай становить для дорослих 40—60 крапель розчину за хвилину, а для дітей молодшого віку до 20 крапель за хвилину. Після закінчення введення препарату місце ін'єкції повторно обробляють антисептиком.
При тривалому внутрішньовенному введенні ліків або багаторазовому введенні препаратів у вену для зниження травмування судини може проводитися постановка внутрішньовенного катетера. За неможливості проведення внутрішньовенної ін'єкції в периферичні вени (наприклад, вкрай поганому розвитку поверхневих вен або їх пошкодженні внаслідок частого внутрішньовенного введення ліків або прийому наркотиків)
За необхідності довготривалого введення лікарських препаратів (тривале парентеральне харчування, хіміотерапія або довготривале внутрішньовенне введення антибіотиків) хворим може проводиться постановка центрального венозного катетера, найчастіше у підключичну вену, або у внутрішню яремну вену чи стегнову вену.  При необхідності частих, довготривалих введень препаратів, може використовуватись підшкірний порт.

## Переваги та недоліки внутрішньовенного застосування лікарських засобів
Перевагами внутрішньовенного застосування лікарських засобів є те, що діючі речовини при введенні в організм не змінюються у місці контакту з тканинами, тому внутрішньовенно можна застосовувати лікарські засоби, які руйнуються під дією ферментів травної системи. При внутрішньовенному введенні забезпечується швидке досягнення лікувального ефекту та більш точне дозування препарату. Тому внутрішньовенна ін'єкція частіше застосовується при наданні невідкладної медичної допомоги, особливо у випадках, коли хворий знаходиться без свідомості та не може ковтати. Окрім цього, при внутрішньовенному введенні можна регулювати швидкість введення препарату, застосовуючи внутрішньовенне крапельне введення препарату. На швидкість всмоктування препарату не впливає прийом їжі та значно менше впливають особливості біохімічних реакцій організму конкретної людини, прийом інших препаратів, та стан ферментативної активності організму.
Недоліками внутрішньовенного застосування є те, що хворий не може самостійно вводити лікарські препарати сам, для чого він повинен користуватися допомогою медпрацівників. При внутрішньовенному введенні ліків, як і при інших видах парентерального застосування лікарських препаратів, існує ризик інфікування пацієнта або медичного працівника збудниками інфекційних захворювань, які передаються через кров. При внутрішньовенному застосуванні збільшується ймовірність побічної дії ліків у зв'язку із більшою швидкістю надходження в організм та відсутністю на шляху надходження препарату біологічних фільтрів організму — слизової оболонки шлунково-кишкового тракту та гепатоцитів. При внутрішньовенному застосуванні дозволяється вводити лише водні розчини лікарських препаратів, оскільки олійні розчини можуть викликати емболію судин (допускається введення лише жирових емульсій для парентерального харчування), а також лікарські препарати із місцево подразнювальною дією (які можуть викликати флебіти або тромбофлебіти) і препарати, що пришвидшують згортання крові.

## Імовірні ускладнення внутрішньовенної ін'єкції
Найчастішим і найлегшим ускладненням внутрішньовенної ін'єкції є гематоми в місці проколу вени. Утворюються гематоми зазвичай при проколі обох стінок вени або при недотриманні рекомендації пацієнтом затиснути місце ін'єкції на 3—5 хвилин. При появі гематоми під час ін'єкції рекомендується припинити введення препарату в пошкоджену вену, вийняти голку з вени, притиснути вену стерильною ватною кулькою, яка змочена дезинфікуючим розчином, та прикласти до місця ін'єкції зігрівальний напівспиртовий компрес або гепариновою маззю.
Іншим частим ускладненням внутрішньовенної ін'єкції є поява випинання у місці ін'єкції («дуття» або «здуття»). Поява такого ускладнення означає вихід голки із просвіту вени та потрапляння препарату в підшкірну клітковину, яка оточує вену. Іноді таке ускладнення супроводжується припіканням або болем навколо місця ін'єкції. У випадку появи такого ускладнення рекомендовано не виймаючи голки з місця ін'єкції відтягнути шприцом введену рідину із підшкірної клітковини, а пізніше притиснути місце ін'єкції ватним тампоном, змоченим дезинфікувальним розчином, та вийняти голку з вени.
Тяжчим ускладненням внутрішньовенної ін'єкції є некроз тканин, які оточують місце ін'єкції. Причиною його є вихід голки із просвіту вени та потрапляння препаратів із місцево подразнюючою дією в підшкірну клітковину. До таких препаратів відносяться, наприклад, хлорид кальцію та рентгенконтрастні препарати. При появі даного ускладнення рекомендується припинити введення препарату, вийняти голку з вени, та обколоти уражену ділянку розчином адреналіну, 0,9 % розчином хлориду натрію та розчином новокаїну. Після обколювання місця ін'єкції накладається тиснуча пов'язка та міхур з льдом, а пізніше (за 2—3 доби) накладається напівспиртовий компрес.
Дуже тяжким ускладненням внутрішньовенної ін'єкції є повітряна емболія. Це ускладнення виникає рідко та пов'яано із порушенням техніки проведення ін'єкції, і виникає у тих випадках, коли медпрацівник при проведенні внутрішньовенної ін'єкції своєчасно не випустить бульбашку повітря зі шприца. Клінічно повітряна емболія може проявлятися запамороченням, втратою свідомості, потемніння в очах, онімінням окремих частин тіла, болем у суглобах, судомами, загальною слабістю. Бульбашка повітря, яка просувається по судинах із током крові, утворює своєрідну повітряну пробку в судинах, та може спричинити серйозні розлади кровообігу у різних органах та системах організму. Лікується повітряна емболія у відділенні інтенсивної терапії, де обов'язковою умовою є підключення до апарату штучної вентиляції легень.
Іншим частим ускладненням внутрішньовенної ін'єкції є виникнення флебіту або тромбофлебіту. Проявами цих ускладнень є біль і гіперемія шкіри в місці ін'єкції, виникнення потовщення по ходу вени. При появі флебіту або тромбофлебіту рекомендовано накладення компресу з гепариновою маззю та обмеження рухів ураженою кінцівкою.
Серед інших ускладнень внутрішньовенної ін'єкції можуть спостерігатися пірогенні реакції при введенні інфузійних препаратів із закінченням терміну придатності. При порушенні правил асептики та антисептики при проведенні ін'єкцій імовірне зараження хворих або медпрацівників збудниками інфекційних захворювань, які передаються через кров, а також виникнення септичної реакції внаслідок бактеріального інфікування крові.